# Camphill

Camphill Logo

Camphill ist eine heilpädagogische Bewegung auf der Grundlage der Anthroposophie. Gegründet wurde die erste Camphill Community 1939 von dem aus Wien emigrierten jüdischen Kinderarzt Karl König in Kirkton House bei Aberdeen. 1940 zog sie in das nahe gelegene Camphill Estate um. Heute existieren weltweit mehr als 100 Gemeinschaften in über 20 Ländern. Zusätzlich zu den heilpädagogischen Einrichtungen für Kinder und den sozialtherapeutischen „Dorfgemeinschaften“ mit Erwachsenen entstehen Initiativen für weitere soziale Aufgaben, zum Beispiel Flüchtlingsarbeit, Traumatherapie und Lebensgestaltung im Alter.

## Geschichte
Camphill, eine Bewegung für soziale Erneuerung auf Grundlage der Anthroposophie, begann in ihrer vorbereitenden Phase 1939, als eine Gruppe junger jüdischer Flüchtlinge um das Wiener Ehepaar Karl und Tilla König eine Gemeinschaft mit Kindern mit Behinderung im Kirkton House, Schottland, gründete. Ihr Ziel war es, Lebensformen aus der Anthroposophie heraus aufzubauen, die eine heilende Umgebung für das Zusammenleben und -arbeiten mit Menschen mit besonderen Bedürfnissen bieten können. Die Anthroposophie, im mitteleuropäischen Geistesleben entstanden, sollte vor den Kriegswirren bewahrt und in ihrem lebenspraktischen und heilenden Charakter exemplarisch gelebt werden.
Im Jahr 1940 bezog die Pioniergruppe das Gut „Camphill“ nahe Aberdeen und konnte sich hier im Umkreis, nach dem Kriegsende dann darüber hinaus ausweiten. Der Name des Guts wurde zum Namen der dort entstehenden „Camphill Bewegung“. Karl König wollte damit ideell an das Streben der Tempelritter anschließen, denn eine Gruppe dieses Ordens war im Mittelalter der Verfolgung durch die Inquisition entkommen und hatte – als Flüchtlinge – die Gegend um Camphill besiedelt.
Die Camphillpioniere zogen im Juni 1940 mit ihrer ersten Gemeinschaft für Kinder mit Behinderungen in die nahegelegene Milltimber Region von Aberdeen um. Von dem Grundstück, dem Camphill Estate, bezieht die Bewegung ihren Namen. Camphill Estate ist jetzt ein Campus der Camphill-Schule Aberdeen. Die Schule wurde 2007 im HMI/Care Comission Report mit „sehr guten“ bis „ausgezeichneten“ Standards verzeichnet. In der Region um Aberdeen existieren sechs Camphills.
Heute gibt es weltweit über 100 Camphill-Gemeinschaften in mehr als 20 Ländern, verteilt über Europa, Nordamerika, Asien und im südlichen Afrika.

## Konzept
In den traditionellen dorfähnlichen Camphill-Gemeinschaften leben Menschen mit – häufig mehrfachen – schweren geistigen, seelischen und körperlichen Beeinträchtigungen zumeist gemeinsam mit den Familien ihrer Betreuer. Sie finden Beschäftigung in Betrieben mit biologisch-dynamischer Landwirtschaft, in Küche und Bäckerei oder in kunstgewerblichen Werkstätten. Die Betreuten sollen so ein ihren Fähigkeiten gemäßes, möglichst selbstständiges Leben führen können. Das Leben in Camphill-Einrichtungen hat sich aus dem anthroposophischen Menschenbild entwickelt, nach dem alle Menschen mit oder ohne Behinderung gleichwertige Individuen sind und ein Recht auf ein erfülltes Leben in Freiheit und Würde haben.
Heute gibt es eine Vielfalt von Organisationsformen in den weltweit aus dem Camphill-Impuls heraus entwickelten Einrichtungen. Vieles wurde an lokale Bedingungen und an gegenwärtige gesetzliche Bestimmungen angepasst, doch grundsätzlich geht es stets um die Frage nach einer menschengemäßen Lebensform, in der sich jeder einzelne Mensch teilnehmend einbringen und weiterentwickeln kann. Der Tages-, Wochen- und Jahreslauf ist gegliedert, so dass auch weitgehend hilfebedürftige Menschen Orientierung finden. Dazu gehören gemeinsame Mahlzeiten, Andachten und jahreszeitliche Feste. Es wird versucht, alle Lebensbereiche durch Anthroposophie bewusst zu entwickeln und zu pflegen. Dazu gehören die Kunst, ein lebenslanges Lernen, eine gesunde Ernährung, und möglichst Zugang zur anthroposophisch erweiterten Medizin einschließlich entsprechender Therapien und Anwendungen wie Heileurythmie, Musiktherapie oder Rhythmische Massage. Neben den Lebensgemeinschaften gibt es auch verschiedene Formen der schulischen und therapeutischen Fördereinrichtungen.
Kinder werden hauptsächlich in heilpädagogischen Heimsonderschulen unterrichtet und betreut. Jugendlichen stehen neben der schulischen Weiterbildung die Möglichkeit der Aneignung praktischer Fähigkeiten in Werkstätten, in Landwirtschaft und Gartenbau zur Verfügung. Hierbei steht nicht das Produzieren im Vordergrund, sondern das Entdecken eigener Interessen und Möglichkeiten. Die Erwachsenen haben in den Camphill-Gemeinschaften die Chance eines sinnerfüllten Berufslebens in Bäckerei, Weberei, Töpferei und anderen Werkstätten.
Neben den Bereichen Wohnen und Arbeiten ist das kulturelle Leben mit Theater, Musik und Kunst das dritte wichtige Element in der Gemeinschaft. Man ist bemüht, den Betreuten auch im Alter einen Platz zu geben.

### Zu Camphill
- Karl König: Camphill – Ursprung und Ziele einer Bewegung, Stuttgart 2019
- Karl König Institut (Hrsg.): 80 Jahre Camphill, Sonderheft des Karl König Instituts, 2020
- Karl König Institut (Hrsg.): Kunst in Gemeinschaft – Gemeinschaft als Kunst, Sonderheft des Karl König Instituts, zu 80 Jahren Camphill, 2020
- Cornelius M. Pietzner (Hrsg.): Village Life: The Camphill Communities. Simon & Schuster, New York 1987, ISBN 0-88708-030-8
- Cornelius Pietzner (Hrsg.): Camphill – 50 Jahre Leben und Arbeiten mit Seelenpflege-bedürftigen Menschen. Freies Geistesleben, Stuttgart 1991, ISBN 3-7725-1081-7

### Zur anthroposophischen Heilpädagogik
- Karl König: Das Seelenpflege-bedürftige Kind. Vom Wesen der Heilpädagogik, Stuttgart 2008
- Rudolf Steiner: Heilpädagogischer Kurs. Zwölf Vorträge für Ärzte und Heilpädagogen, gehalten in Dornach 1924. ISBN 3-7274-3171-7 (GA 317); ISBN 3-7274-6730-4 (TB 673)
- Julia Bort (Hrsg.): Heilende Erziehung. Vom Wesen seelenpflege-bedürftiger Kinder und deren heilpädagogischer Förderung. Natura, Arlesheim 1956; Freies Geistesleben, Stuttgart 1998, ISBN 3-7725-1257-7
- Thomas J. Weihs: Das entwicklungsgestörte Kind. Heilpädagogische Erfahrungen in der therapeutischen Gemeinschaft. Freies Geistesleben, Stuttgart 1974; 4. A. 1995, ISBN 3-7725-1209-7
- Rüdiger Grimm: Die therapeutische Gemeinschaft in der Heilpädagogik. Das Zusammenwirken von Eltern und Heilpädagogen. Freies Geistesleben, Stuttgart 1991, ISBN 3-7725-1203-8
- Nils Christie: Jenseits von Einsamkeit und Entfremdung. Gemeinschaften für außergewöhnliche Menschen. Freies Geistesleben, Stuttgart 1992, ISBN 3-7725-1211-9
- Karl König: Der Impuls der Dorfgemeinschaft. Menschenkundliche Grundlagen für das Zusammenleben von Erwachsenen mit und ohne Behinderung. Freies Geistesleben, Stuttgart 1994, ISBN 3-7725-1176-7
- Johannes Denger (Hrsg.): Lebensformen in der sozialtherapeutischen Arbeit. Freies Geistesleben, Stuttgart 1995, ISBN 3-7725-1179-1
- Alfred Heinrich (Hrsg.): Wo ist mein Zuhause? Integration von Menschen mit geistiger Behinderung. Freies Geistesleben, Stuttgart 1997, ISBN 3-7725-1606-8
- Rüdiger Grimm, Götz Kaschubowski (Hrsg.): Kompendium der anthroposophischen Heilpädagogik. Reinhardt, Basel 2008, ISBN 978-3-497-01985-4